# Barbara Orwid

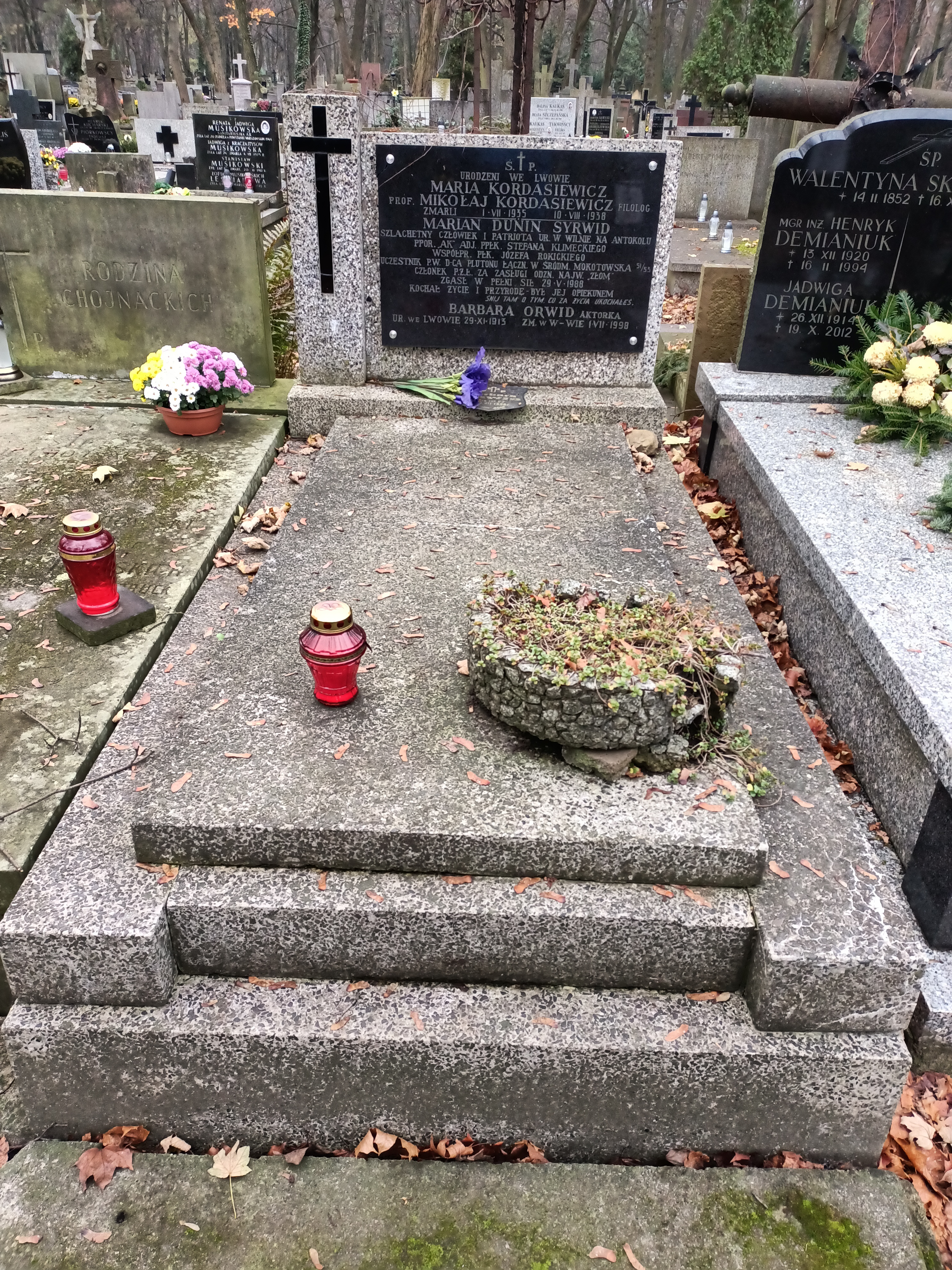
Nagrobek Barbary Orwid na Starych Powązkach w Warszawie

Barbara Orwid, właśc. Przemysława Kordasiewiczówna (ur. 29 listopada 1909 we Lwowie, zm. 1 lipca 1998 w Warszawie) – polska przedwojenna aktorka filmowa, przyrodnia siostra Jerzego Marra.
W okresie II wojny  światowej była łączniczką AK. Była żoną reżysera Leonarda Buczkowskiego i zagrała w kilku jego filmach. Zmarła 1 lipca 1998 r. w Warszawie i została pochowana na Starych Powązkach (kwatera 284a-2-11)

## Filmografia
- 1930 – Gwiaździsta eskadra, jako Lili
- 1932 – Szyb L-23, jako Basia, córka wiertacza Jaracza
- 1935 – Rapsodia Bałtyku, jako Ewa Zatorska
- 1936 – Wierna rzeka, jako Mija Brynicka
- 1939 – Biały Murzyn, jako Janka, asystentka Sikorskiego